# Courbes
Courbes is een gemeente in het Franse departement Aisne (regio Hauts-de-France) en telt 34 inwoners (2009). De plaats maakt deel uit van het arrondissement Laon.

## Geografie
De oppervlakte van Courbes bedraagt 3,1 km², de bevolkingsdichtheid is dus 11 inwoners per km².

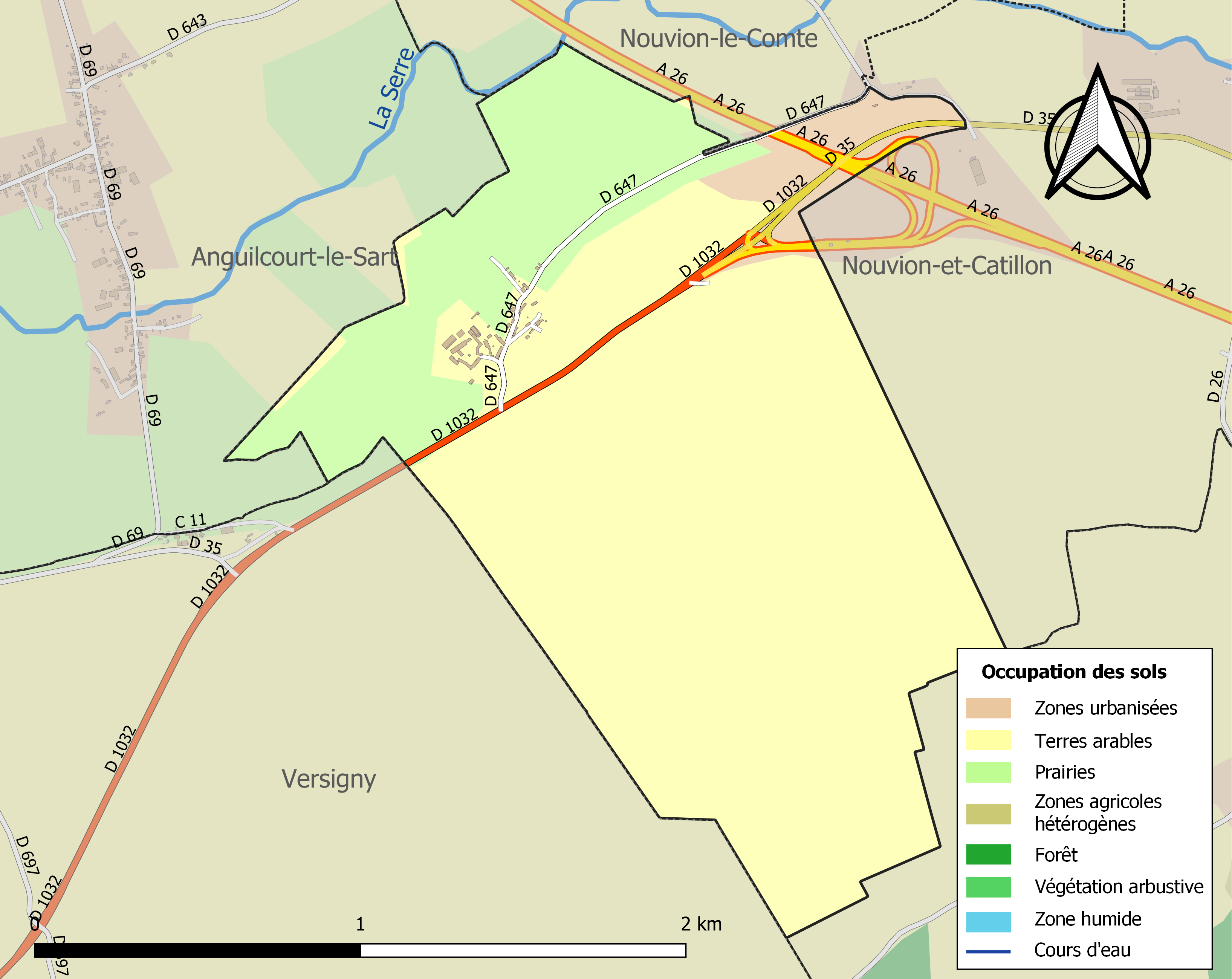
Deze kaart toont de ligging van Soissons met de belangrijkste infrastructuur, bodemgebruik en aangrenzende gemeenten.

## Demografie
Onderstaande figuur toont het verloop van het inwonertal (bron: INSEE-tellingen).
Vanwege een beveiligingsprobleem met de MediaWiki Graph-software is het momenteel niet mogelijk deze grafiek weer te geven. Zodra de software is bijgewerkt zal de grafiek vanzelf weer zichtbaar worden.